# Zlewka

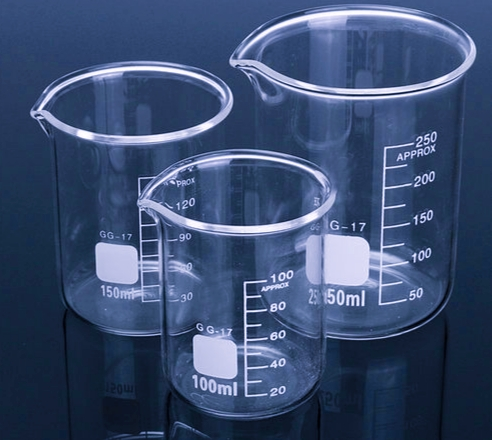
Zlewki szerokie

Zlewka Philipsa

Zlewka – płaskodenne naczynie laboratoryjne ogólnego użytku zwykle o kształcie cylindrycznym (ścianki boczne równoległe). Wyjątkiem jest zlewka Philipsa posiadająca kształt zwężającego się cylindra (w czym przypomina nieco kolby stożkowe). 
Typowa zlewka przypomina kształtem szklankę, jest jednak wykonana z odpornego na nagłe zmiany temperatury szkła borokrzemianowego i ma lekko zaokrąglone połączenie dna ze ściankami, aby uniknąć naprężeń i pęknięć przy ogrzewaniu. Rzadziej spotyka się zlewki wykonane z tworzyw sztucznych. Większość zlewek posiada "dzióbek" ułatwiający przelewanie płynów, oraz orientacyjną skalę objętości. Pojemność zlewek jest bardzo zróżnicowana, od kilku mililitrów do kilku litrów.
Stosunek średnicy dna do wysokości ścianek bocznych zlewek zmienia się w bardzo szerokim zakresie – od ok. 3:1 (krystalizatory) do 1:5 (zlewki wąskie).
Zlewki są stosowane w laboratorium do wielu celów:
- zlewki szerokie, znane też jako zlewki Griffina(inne języki)[1][2] (A na obrazku), mają najbardziej uniwersalny charakter i są stosowane do rozmaitych celów – od przygotowywania roztworów i zgrubnego odmierzania objętości substratów, poprzez prowadzenie w nich prostych reakcji i testów, aż do zbierania w nich zużytych odczynników.
- zlewki wąskie, znane też jako zlewki Berzeliusa[1][2] (B na obrazku) są najczęściej wykorzystywane przy miareczkowaniu.
- zlewki płaskie (C na obrazku) są często nazywane krystalizatorami, gdyż dawniej były stosowane do przeprowadzania krystalizacji ze względu na dużą powierzchnię parowania. Obecnie stosuje się je głównie jako naczynia do łaźni grzewczych lub lodowych. Zlewki płaskie zazwyczaj nie posiadają skali.